# Priksleeën op de Paralympische Winterspelen 1984
De IIIe Paralympische Winterspelen werden in 1984 gehouden in Innsbruck, Oostenrijk.

## Mannen

### 100 meter Gr I
| Rank | Naam          | Land | Tijd  |
| ---- | ------------- | ---- | ----- |
| 1    | Per Knudsen   | NOR  | 18.33 |
| 2    | Terje Roel    | NOR  | 18.41 |
| 3    | Ken Robertson | GBR  | 18.81 |

### 100 meter Gr II
| Rank | Naam             | Land | Tijd  |
| ---- | ---------------- | ---- | ----- |
| 1    | Erik Sandbraaten | NOR  | 15.87 |
| 2    | Atle Haglund     | NOR  | 16.10 |
| 3    | Rolf Oejen       | NOR  | 16.14 |

### 300 meter Gr I
| Rank | Naam           | Land | Tijd  |
| ---- | -------------- | ---- | ----- |
| 1    | Veikko Puputti | FIN  | 49.19 |
| 2    | Ken Robertson  | GBR  | 50.79 |
| 3    | Per Knudsen    | NOR  | 51.99 |

### 500 meter Gr I
| Rank | Naam           | Land | Tijd    |
| ---- | -------------- | ---- | ------- |
| 1    | Veikko Puputti | FIN  | 1:24.61 |
| 2    | Terje Roel     | NOR  | 1:30.19 |
| 3    | Per Knudsen    | NOR  | 1:30.30 |

### 500 meter Gr II
| Rank | Naam                | Land | Tijd    |
| ---- | ------------------- | ---- | ------- |
| 1    | Karl Henrik Seemann | NOR  | 1:16.24 |
| 2    | Erik Sandbraaten    | NOR  | 1:16.53 |
| 3    | Rolf Oejen          | NOR  | 1:16.70 |

### 700 meter Gr I
| Rank | Naam           | Land | Tijd    |
| ---- | -------------- | ---- | ------- |
| 1    | Veikko Puputti | FIN  | 1:58.74 |
| 2    | Per Knudsen    | NOR  | 2:04.21 |
| 3    | Emil Holten    | NOR  | 2:07.17 |

### 1000 meter Gr II
| Rank | Naam             | Land | Tijd    |
| ---- | ---------------- | ---- | ------- |
| 1    | Atle Haglund     | NOR  | 2:35.65 |
| 2    | Rolf Oejen       | NOR  | 2:38.50 |
| 3    | Erik Sandbraaten | NOR  | 2:38.65 |

### 1500 meter Gr II
| Rank | Naam                | Land | Tijd    |
| ---- | ------------------- | ---- | ------- |
| 1    | Karl Henrik Seemann | NOR  | 3:56.72 |
| 2    | Rolf Oejen          | NOR  | 4:00.57 |
| 3    | Reinhold Wessely    | AUT  | 4:01.37 |

## Vrouwen

### 100 meter Gr I
| Rank | Naam                | Land | Tijd  |
| ---- | ------------------- | ---- | ----- |
| 1    | Lahja Haemaelaeinen | FIN  | 20.14 |
| 2    | Denise Smith        | GBR  | 20.67 |
| 3    | Ann Peskey          | GBR  | 24.46 |

### 100 meter Gr II
| Rank | Naam                | Land | Tijd  |
| ---- | ------------------- | ---- | ----- |
| 1    | Brit Mjaasund Oejen | NOR  | 16.89 |
| 2    | Sylva Olsen         | NOR  | 17.75 |
| 3    | Karin Endsjo        | NOR  | 18.01 |

### 300 meter Gr I
| Rank | Naam                | Land | Tijd    |
| ---- | ------------------- | ---- | ------- |
| 1    | Lahja Haemaelaeinen | FIN  | 58.05   |
| 2    | Denise Smith        | GBR  | 1:04.56 |
| 3    | Ann Peskey          | GBR  | 1:11.44 |

### 500 meter Gr I
| Rank | Naam                | Land | Tijd    |
| ---- | ------------------- | ---- | ------- |
| 1    | Lahja Haemaelaeinen | FIN  | 1:36.47 |
| 2    | Denise Smith        | GBR  | 1:45.09 |
| 3    | Ann Peskey          | GBR  | 3:01.17 |

### 500 meter Gr II
| Rank | Naam                | Land | Tijd    |
| ---- | ------------------- | ---- | ------- |
| 1    | Brit Mjaasund Oejen | NOR  | 1:20.09 |
| 2    | Karin Endsjo        | NOR  | 1:24.31 |
| 3    | Sylva Olsen         | NOR  | 1:28.12 |

### 700 meter Gr I
| Rank | Naam                | Land | Tijd    |
| ---- | ------------------- | ---- | ------- |
| 1    | Lahja Haemaelaeinen | FIN  | 2:15.75 |

### 700 meter Gr II
| Rank | Naam                | Land | Tijd    |
| ---- | ------------------- | ---- | ------- |
| 1    | Brit Mjaasund Oejen | NOR  | 2:00.40 |
| 2    | Karin Endsjo        | NOR  | 2:00.68 |
| 3    | Sylva Olsen         | NOR  | 2:08.59 |

### 1000 meter Gr II
| Rank | Naam                | Land | Tijd    |
| ---- | ------------------- | ---- | ------- |
| 1    | Karin Endsjo        | NOR  | 2:47.25 |
| 2    | Brit Mjaasund Oejen | NOR  | 2:47.80 |
| 3    | Sylva Olsen         | NOR  | 2:56.13 |

### Deelnemende landen priksleeën 1984
- NOR
- GBR
- FIN
- NED
- AUT
- USA
- SWE

Alpineskiën · Langlaufen · Priksleeën
1980 · 1984 · 1988 · 1994 · 1998